# Nina Warken
Nina Warken (ur. 15 maja 1979 w Bad Mergentheim) – niemiecka polityk, prawniczka i działaczka samorządowa, działaczka Unii Chrześcijańsko-Demokratycznej (CDU), deputowana do Bundestagu, od 2025 minister zdrowia w rządzie Friedricha Merza.

## Życiorys
W 1998 ukończyła w Matthias-Grünewald-Gymnasium w Tauberbischofsheim. W latach 1998–2002 studiowała prawo na Uniwersytecie w Heidelbergu. W 2003 zdała państwowy egzamin prawniczy I stopnia, po czym odbyła aplikację w sądzie w Mosbach. W 2005 zdała państwowy egzamin prawniczy II stopnia. W 2006 uzyskała uprawnienia adwokata, podejmując praktykę w zawodzie.
W latach 1999–2014 była członkinią Junge Union, od 2006 była zastępczynią federalnego przewodniczącego chadeckiej młodzieżówki. W 2000 wstąpiła do CDU, powoływana w skład kierownictwa partii w powiecie i regionie. Została także członkinią zarządu krajowego Frauen-Union i przewodniczącą federalnego komitetu CDU ds. bezpieczeństwa wewnętrznego. W 2023 objęła stanowisko sekretarza generalnego CDU w Badenii-Wirtembergii. Od 2004 do 2024 zasiadała w radzie miasta Tauberbischofsheim, a w latach 2014–2019 w radzie powiatu Main-Tauber.
W latach 2013–2017 po raz pierwszy zasiadała w Bundestagu. Do niższej izby niemieckiego parlamentu powróciła w 2018 w miejsce Stephana Harbartha. Z powodzeniem ubiegała się o poselską reelekcję w wyborach w 2021 i 2025.
W maju 2025 objęła stanowisko ministra zdrowia w nowo powołanym rządzie Friedricha Merza. W czerwcu tego samego roku została wybrana na przewodniczącą Frauen-Union.